# La condizione della donna
La condizione della donna è un libro scritto da Juliet Mitchell, collaboratrice dell'Università di Leeds e lei stessa appartenente al Women's Liberation Workshop, nel quale l'autrice si occupa di spiegare quali siano state le cause della fondazione del Women's Liberation Movement, quale tipo di movimento politico possa rappresentare, anche in prospettiva futura, e quali siano le sue strategie a breve e a medio termine.
Mitchell risponde a questi interrogativi grazie alla sua esperienza di militanza e alla sua necessità di analizzare criticamente le origini e gli sviluppi del movimento. Per fare questo, l'autrice esamina l'atmosfera degli anni Sessanta, focalizza la sua attenzione sulla struttura e sull'organizzazione del movimento in vari paesi, sulle relazioni con i movimenti studenteschi, sui rapporti con il movimento e l'ideologia hippy e sulle concatenazioni con il Black Power.
Mitchell si sofferma, quindi, sulle strutture sociali e familiari, che negli anni della pubblicazione del libro determinavano una certa oppressione sulle donne. Infine l'autrice propone una sua disamina del pensiero marxista, in relazione ai problemi femminili, di classe e di razza.
Le conclusioni di Mitchell sono che ancora manchi un modello armonico stabile per poter enunciare una strategia rivoluzionaria valida per la donna e per la sinistra.
L'autrice ritiene che il percorso del femminismo e del socialismo siano, complessivamente, paralleli, ma che il movimento socialista, in questi ultimi decenni, abbia parzialmente ostacolato la nascita di una coscienza femminista ed anzi abbia svolto un ruolo marginale per estirpare l'oppressione femminile.
Le strutture chiave sociali analizzate dall'autrice sono fondamentalmente quattro: la produzione, nella quale la donna si è vista relegare ad un ruolo subordinato a causa della sua minore forza fisica e violenza; questa marginalizzazione femminile è accaduta nelle società primitive basate sulla caccia, ma anche in quelle agricole e persino in quelle più evolute; la riproduzione, per colpa della quale, secondo l'autrice, la donna è stata tenuta a distanza dal mondo produttivo; la sessualità, che da una prospettiva marxiana non prevede una comunanza della donna e che comunque non delinea una nuova struttura chiara; la socializzazione dei figli, per la quale la donna svolge un ruolo primario in base ad una funzione fisiologica e culturale.

## Edizioni
- Juliet Mitchell, La condizione della donna, Einaudi, 1972,  pp.201 , cap.10.